# Camarilha de Fengtian
A camarilha de Fengtian (chinês: 奉系军阀, pinyin: Fèngxì Jūnfá, Wade–Giles: Feng-hsi Chün-fa) foi uma das diversas camarilhas ou facções político-militares hostis entre si que surgiram da camarilha de Beiyang na Era dos senhores da guerra a começos do período republicano. A clique recebeu o nome da província de Fengtian, que serviu como base original de apoio, mas rapidamente passou a controlar todas as Três Províncias do Nordeste da China. A clique de Fengtian era liderada pelo senhor da guerra Zhang Zuolin, o mais poderoso senhor da guerra no período, e cujo exército esteve envolvido direta ou indiretamente em todas as guerras dos senhores da guerra na década de 1920.
A camarilha recebeu apoio do Japão em troca da proteção dos interesses militares e económicos japoneses na Manchúria. Após a Guerra Zhili-Anhui de 1920 e 1921, as camarilhas de Fengtian e Zhili exerceram o controle conjunto de Pequim e do governo de Beiyang. As tensões logo começaram a aumentar entre os dois, resultando em confrontos pelo controle de Pequim, conhecidos como a Primeira Guerra Zhili-Fengtian (1922). A Segunda Guerra Zhili-Fengtian (1924) começou mais tarde durante a invasão Zhili do que restara da camarilha de Anhui, que se tornaram aliados da clique de Fengtian, e que resultou em uma vitória Fengtian, com a camarilha de Zhili recuando para o sul até Henan.
O poder da camarilha de Fengtian começou a diminuir durante a Expedição do Norte do Kuomintang. Em 1928, enquanto ele se retirava para o norte, os patrocinadores japoneses de Zhang Zuolin explodiram seu trem, matando-o. Após o assassinato de Zhang, seu filho, Zhang Xueliang, assumiu a liderança da camarilha. Ele preferiu trabalhar com o Kuomintang em vez de com os japoneses e jurou simbolicamente lealdade ao governo nacionalista em Nanquim. Na prática, a camarilha de Fengtian continuou a governar de forma independente a Manchúria até a invasão japonesa em 1931.

## Origens
Durante o final da Dinastia Qing, a Manchúria foi organizada como o Vice-Reino das Três Províncias do Nordeste, consistindo em Jilin, Fengtian e Heilongjiang. A capital ficava em Shenyang (então conhecida como Mukden) em Fengtian; actualmente Liaoning. Quando a Revolta de Wuchang eclodiu, os revolucionários estabeleceram redes no Novo Exército da Manchúria.
Ao contrário de outras províncias, a revolução teve muito menos apoio da população. O governador Zhao Erxun e a milícia local formaram uma aliança, colaborando com as elites locais e os constitucionalistas. Depois que o menino imperador Puyi abdicou do trono em 1912, os nobres manchus da região tentaram estabelecer um Estado manchu independente, uma tentativa que falhou. Huang Xing, comandante-em-chefe da República da China, estava disposto a ceder a Manchúria ao Japão e mencionou o conceito de uma China propriamente dita ao pedir apoio ao império. Anteriormente, a Manchúria havia sido o palco da Guerra Russo-Japonesa travada dentro do território Qing, enquanto as Três Províncias do Nordeste sediavam a politicamente tensa Ferrovia Oriental Chinesa, uma concessão russa, cuja metade sul havia sido cedida ao Japão em 1905. Este contexto regional influenciou decisões políticas e económicas na Manchúria.
Numa conferência entre os revolucionários da Manchúria, a assembleia provincial, Zhao Erxun, e autoridades, o constitucionalista Wu Jinglian propôs que a Revolução era irresistível, mas que o povo chinês na Manchúria não deveria juntar-se cegamente à luta e, em vez disso, manter-se em guarda contra o Japão e a Rússia. Song Gong e o líder da patrulha fronteiriça, Zhang Zuolin, seguiram esta política de contenção. Quando Yuan Shikai foi declarado presidente, Zhao prometeu a lealdade das Três Províncias do Nordeste à República da China. A Manchúria permaneceu assim como parte da China.
Zhang Zuolin, que pacificou a assembleia provincial com a ameaça de força, foi nomeado comandante da 27ª Divisão. Esta divisão cresceria gradualmente no Exército Fengtian. Durante a tentativa de Yuan Shikai de restaurar o Império da China, Yuan tentou obter o apoio de Zhang promovendo-o ao cargo de governador militar de Fengtian. Quando Yuan morreu em 1916, Zhang aproveitou a oportunidade para expulsar o governador militar da Manchúria, Duan Zhigui. Em vez de ser punido por suas ameaças sutis de força e expulsão do governador militar, Zhang foi promovido por Duan Qirui a Inspetor Geral das Três Províncias do Nordeste no final de 1918, pois este precisava da cooperação de Zhang.
Muitas elites locais de Fengtian, como Yuan Jinkai e Yu Chonghan, que foram beneficiários do caos político, apoiaram Zhang Zuolin para arrancar o poder de seus inimigos políticos. Zhang e estas elites formaram uma aliança contra as ordens e nomeações do governo central. Esta aliança entre Zhang, figuras militares e a elite local ficou conhecida como camarilha de Fengtian. A elite do Nordeste formou diversos “partidos políticos”, como o Partido Democrático (Minzhudang). Zhang explorou protestos anti-impostos para fortalecer a sua autoridade civil local e a sua posição perante o Governo Central. Em 1916, Yuan Jingkai discutiu com Zhang a expulsão de Duan Zhigui. Zhang foi auxiliado após sua ascensão ao poder por burocratas locais e elites civis. No entanto, ele também convidou pessoas do resto da China para irem à Manchúria para servir como autoridades e oficiais.

## Campanhas militares
Tomou parte nas sucessivas guerras entre os senhores da guerra da década de 1920, com sorte diversa. Derrotada na Primeira Guerra Zhili-Fengtian (1922), teve de ceder o controle da capital à rival camarilha de Zhili. Na Segunda Guerra Zhili-Fengtian (1924), conseguiu derrotar a clique de Zhili graças a uma ampla coalizão e à traição de Feng Yuxiang, que desbaratou a estratégia de Wu Peifu, o líder militar de Zhili.
Mais tarde pôde desfazer-se de Feng Yuxiang graças à colaboração de Wu Peifu, que tinha conseguido reunir em torno de si os senhores menores da camarilha de Zhili do sul do país.
O poder da camarilha de Fengtian começou a minguar durante a Expedição do Norte do Guomindang (Wade–Giles: Kuomintang). Durante sua retirada para o norte em 1928, o trem em que viajava Zhang Zuolin foi explodido por oficiais japoneses, que anteriormente tinham sido seu maior apoio, morrendo no atentado. Depois do atentado sucedeu-lhe à cabeça da camarilha seu filho Zhang Xueliang, "O Jovem Marechal". Descartando a política pró-japonesa de seu pai, Zhang Xueliang traspassou sua lealdade ao novo governo nacionalista de Jiang Jieshi (Wade–Giles: Chiang Kai-Shek).

## O Exército Fengtian
O Exército Fengtian, chamado assim pela província natal de seu fundador e dirigente durante grande parte da década de 1920, Zhang Zuolin, a localidade de Fengtian (奉天), chamada Liaoning (辽宁) hoje em dia.
O exército de Zhang Zuolin foi um dos mais modernos dentre aqueles dos senhores da guerra, empregando tecnologias que muitos rivais não tinham. Esta incluiu o tanque francês Renault FT-17 e uma numerosa força aérea de cerca de 100 aviões, incluindo 14 bombardeiros ligeiros Breguet e 15 caças da mesma empresa. O filho de Zhang, e herdeiro após sua morte, dirigiu a força aérea da camarilha. Durante sua estadia no Japão tinha mostrado grande interesse nestas novas armas. Aparte destas unidades mais modernas, o exército de Zhang Zuolin não era muito diferente de outros exércitos de senhores da guerra da época.
Junto às tropas chinesas, o exército Fengtian empregou a muitos voluntários russos brancos em seu exército, como a unidade de lanceiros de Mukden.

## Comandantes Fengtian
- Zhang Zuolin: Líder e fundador da camarilha de Fengtian
- Zhang Xueliang: Herdeiro de Zhang Zuolin, o comandante da Força Aérea Fengtian
- Zhang Zongchang: Governador de Shandong
- Wu Junsheng: Comandante da Cavalaria Fengtian
- Guo Songling: Desertou para o Kuomintang

## Galeria

Bandeira da Camarilha de Fengtian.
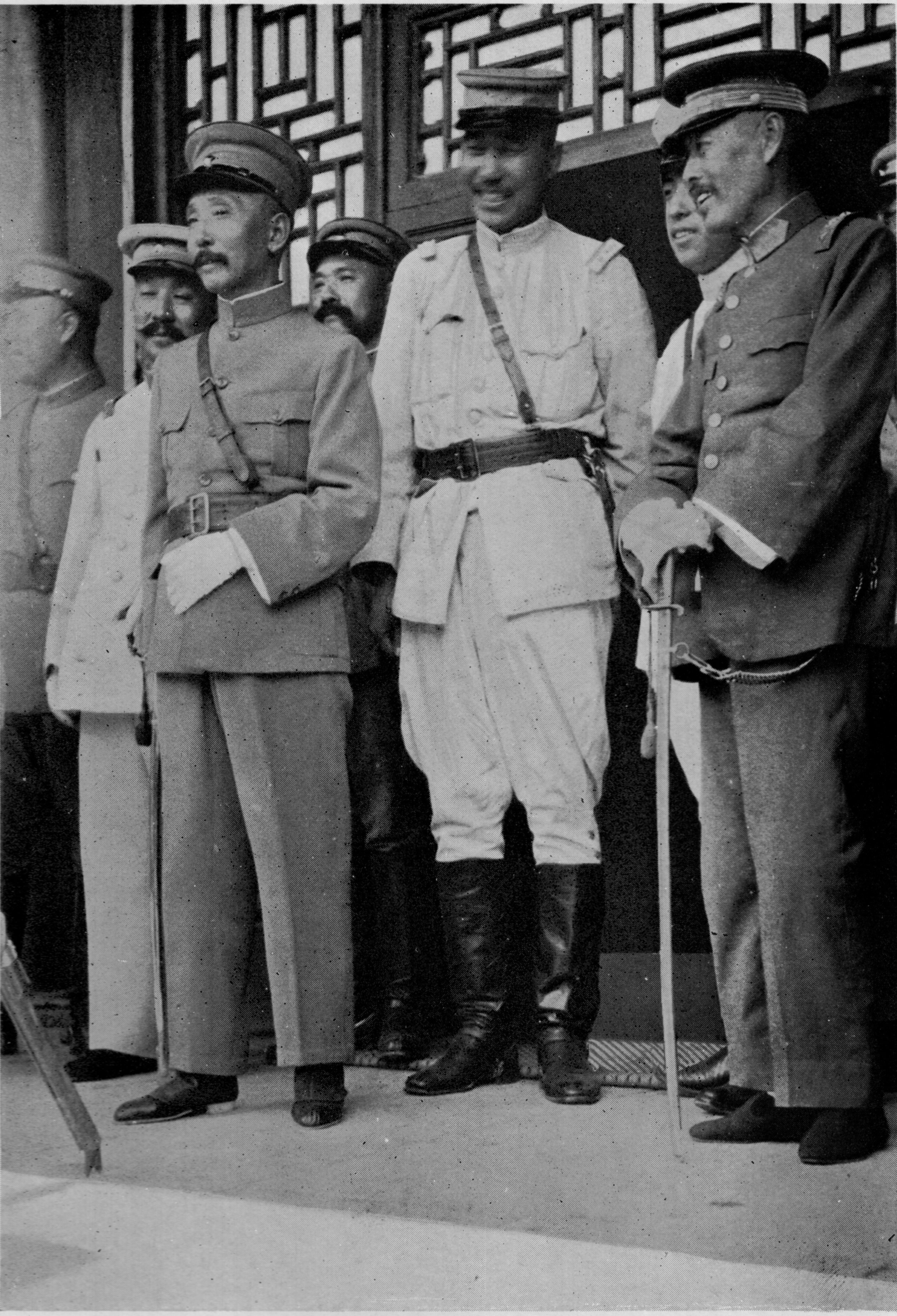
Reunião de vencedores em Pequim em junho de 1926: à esquerda Zhang Zuolin, à direita Wu Peifu, no centro entre os dois Zhang Zongchang, que controlava Shandong. Depois de Wu se vislumbra o filho e sucessor de Zhang Zoulin, Zhang Xueliang.
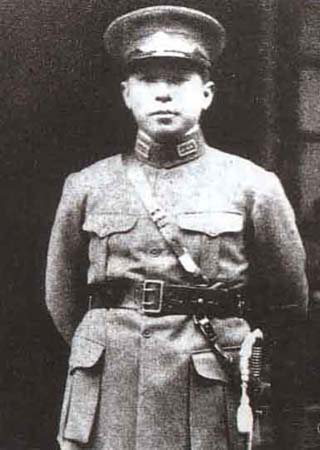
Zhang Xueliang, filho de Zhang Zuolin e herdeiro seu à frente da camarilha, aceitou o governo de Jiang Jieshi mas cedo perdeu o poder na Manchúria ante o avanço japonês.
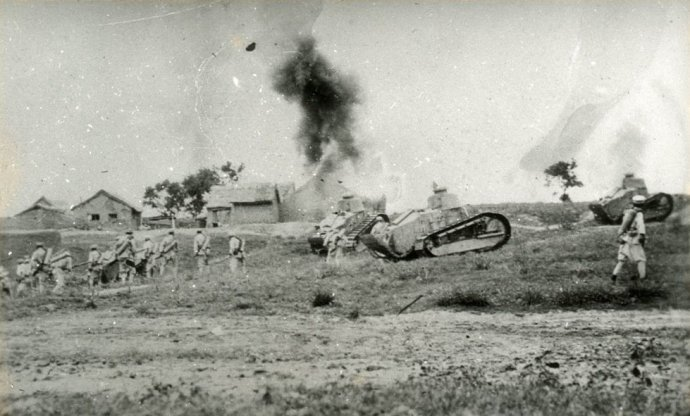
Tanques Renault FT do Exército Fengtian, c. 1928.